# Lasius teranishii
Lasius teranishii är en myrart som beskrevs av Wheeler 1928. Lasius teranishii ingår i släktet Lasius och familjen myror. Inga underarter finns listade i Catalogue of Life.